# Garnowo
Garnowo est une localité polonaise de la gmina mixte de Chojna, située dans le powiat de Gryfino en voïvodie de Poméranie-Occidentale. Elle se situe à environ 32 km au sud de la ville Gryfino et 52 km au sud de la capitale régionale Szczecin.

## Géographie

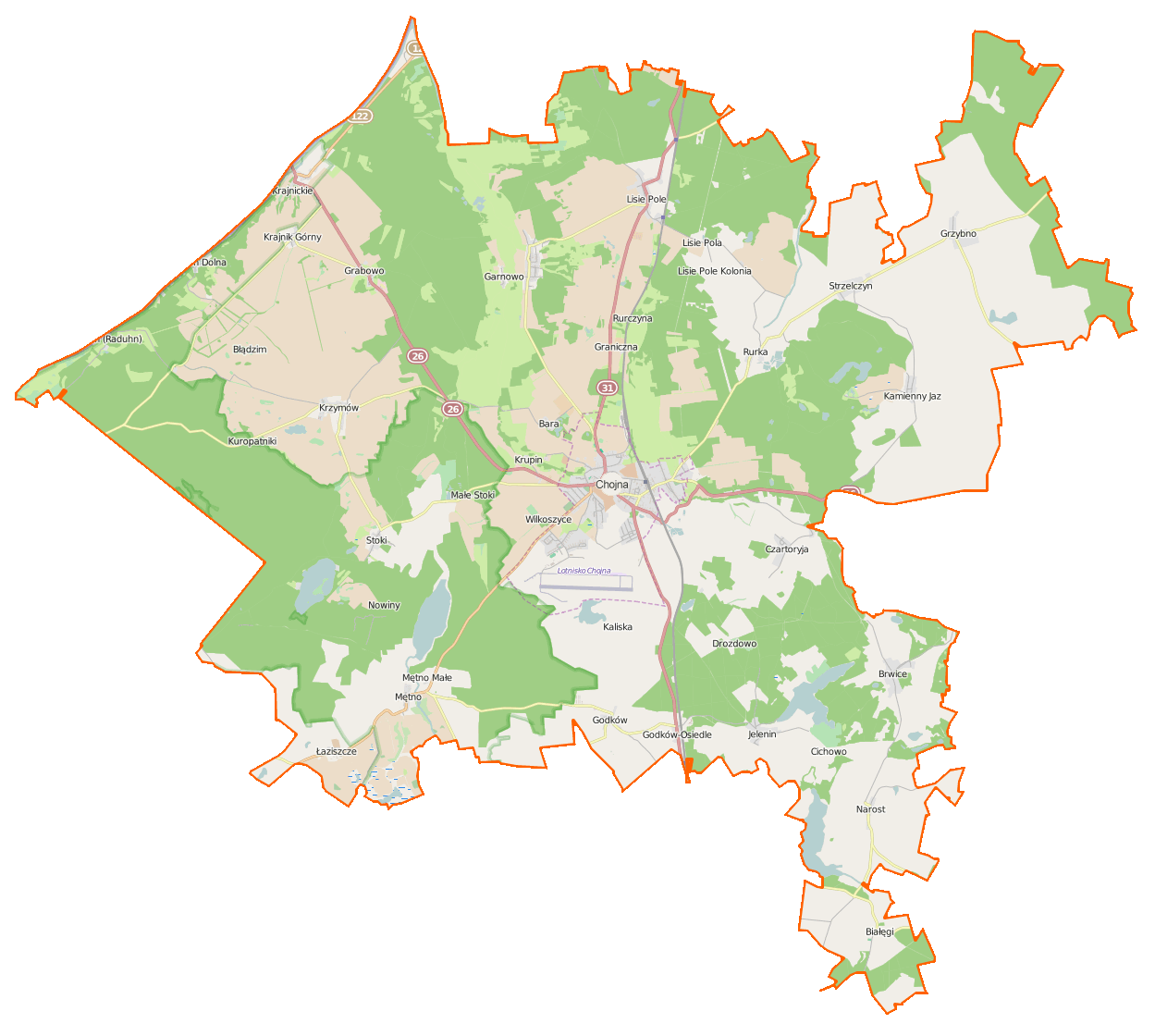
Carte de la gmina de Chojna.